# Bâtiment Sarfatti
Le bâtiment Sarfatti (en italien : Edificio Sarfatti) est un bâtiment dans le campus de l'université Bocconi à Milan en Italie.

## Histoire
Les travaux de construction du bâtiment, conçu par l'architecte Giuseppe Pagano et son associé Gian Giacomo Predaval, commencent en 1937 et terminent avec son inauguration le 21 décembre 1941. L'immeuble constitue le noyau du campus de l'université Bocconi après son déménagement depuis son siège originaire dans un palazzo dans le largo Treves à Milan, aujourd'hui disparu.

## Description
Le bâtiment est consideré comme une des meilleures œuvres de l'architecture rationaliste italienne.

## Galerie d'images

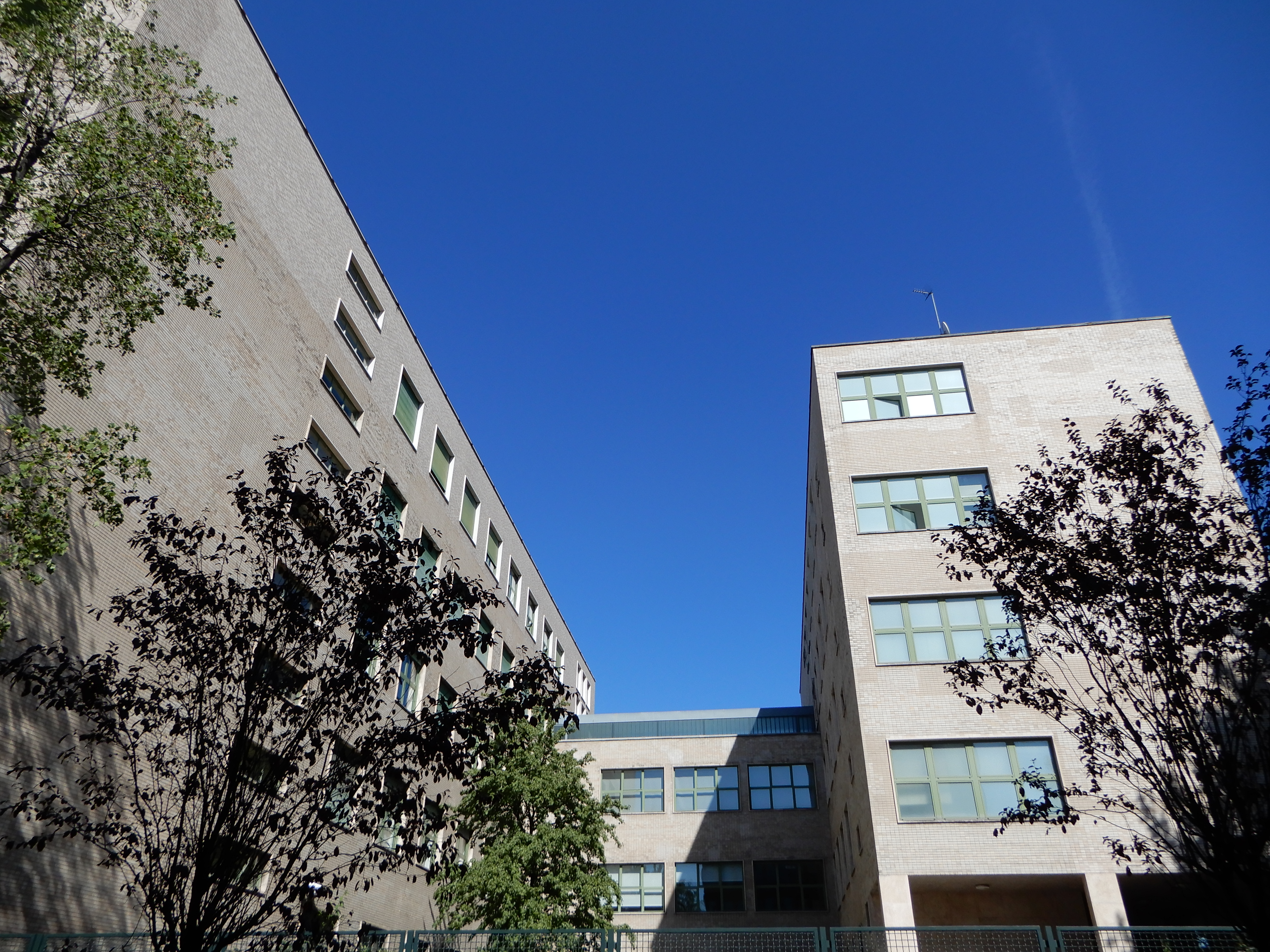
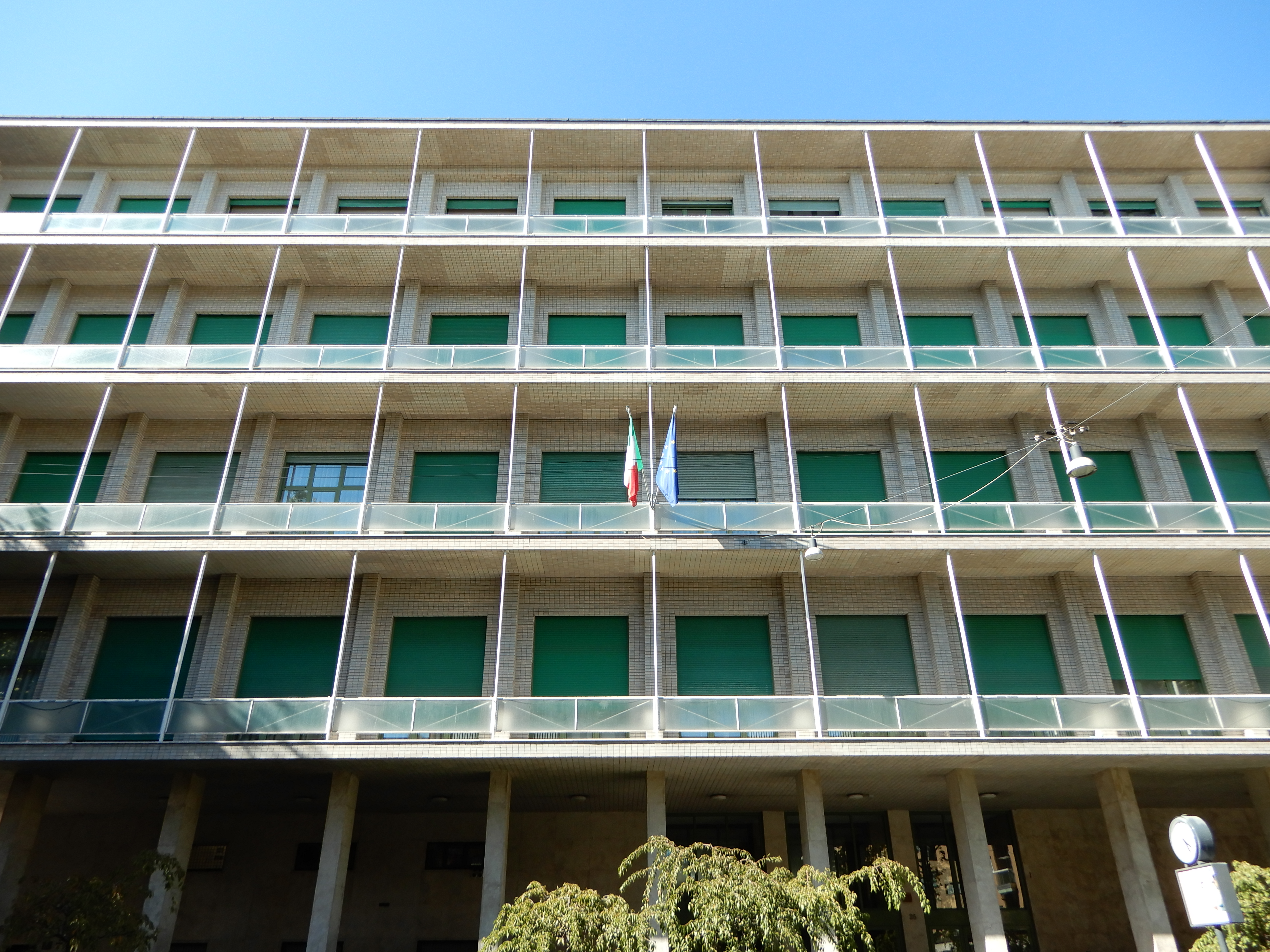
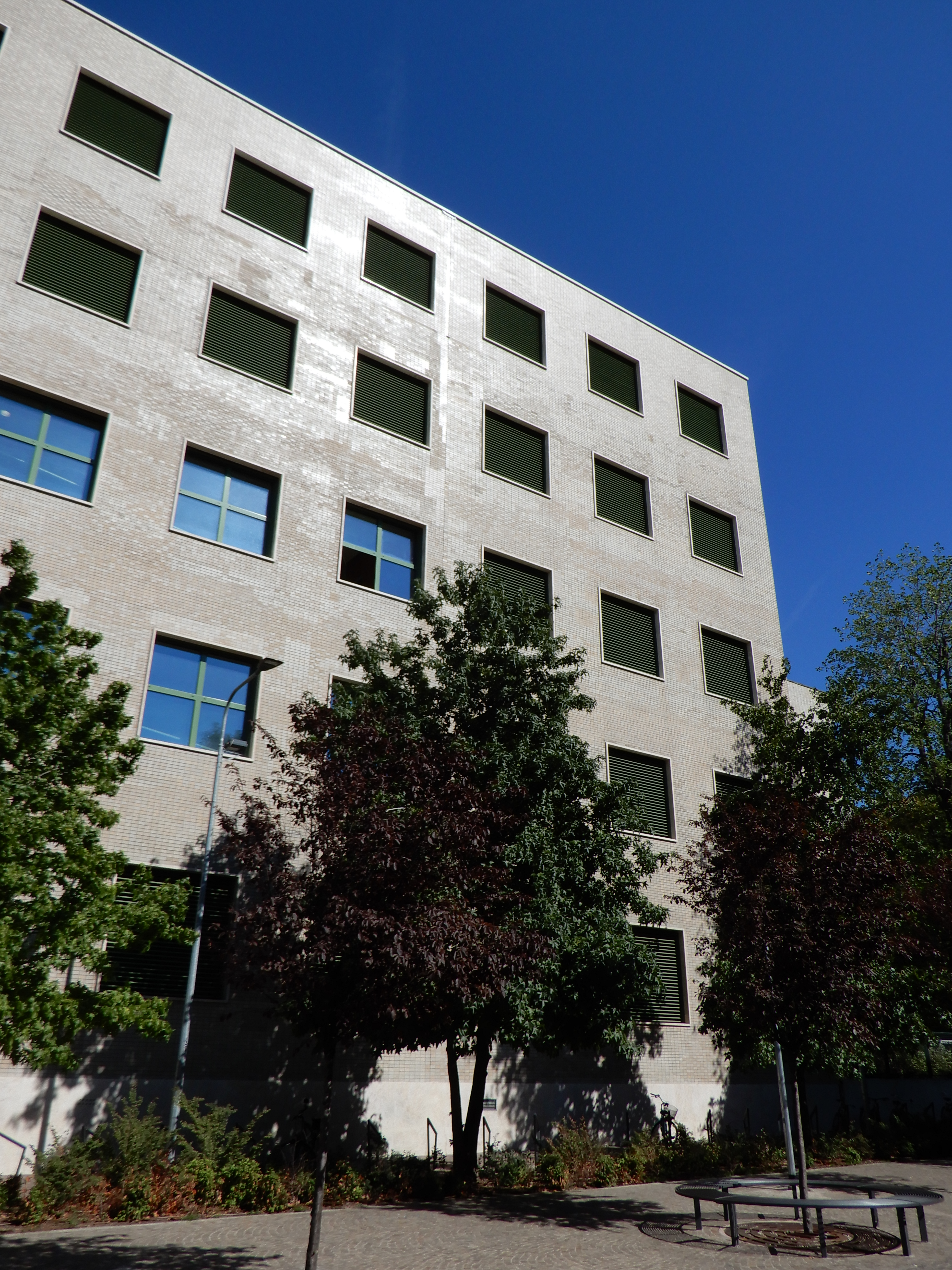